# サバナラマル
サバナラマル (Savanna-la-Mar) は、ジャマイカのウェストモアランド教区の州都。海岸が近くにあり、18世紀に海賊の防御のために組み立てられた砦がある。2010年時点の人口は19,427人。
座標: 北緯18度13分 西経78度08分 / 北緯18.217度 西経78.133度